# Alan Lake
Alan Lake (24 de noviembre de 1940 – 10 de octubre de 1984) fue un actor inglés, conocido sobre todo por ser el tercer marido de la actriz Diana Dors.

## Biografía
Nacido en Stoke-on-Trent, Inglaterra, estudió interpretación en la RADA, empezando a trabajar para la televisión en 1964.
Es famoso sobre todo por ser el tercer esposo de Diana Dors, a la que conoció en 1968 en el plató de la serie televisiva The Inquisitors. Se casaron el 23 de noviembre de 1968. De su tormentoso matrimonio nació un hijo, Jason David, en 1969. La pareja trabajó junta en los primeros años setenta, en el teatro en obras como Three Months Gone, en la cual Dors recibió su mejor crítica desde Yield to the Night. También recibieron una oferta para actuar juntos en una sitcom televisiva, Queenie's Castle. En julio de 1970 Lake se vio involucrado en una pelea en un pub, de resultas de la cual fue sentenciado a dieciocho meses de prisión (su amigo, el músico Leapy Lee, fue condenado a tres años por apuñalar a un empleado del local), aunque fue liberado tras cumplir un año.
Lake era un amante de la hípica y, tras su liberación, Dors le regaló una yegua llamada Sapphire. Cabalgando la misma en 1972 tuvo una caída y se rompió la columna, temiéndose en un principio que pudiera quedar paralítico. Sin embargo, pudo recuperarse y caminar de nuevo a las tres semanas. Tras el alta hospitalaria, incapaz de trabajar durante su recuperación y afectado de fuertes dolores, empezó a beber intensamente. Lake llegó a tener alucinaciones y episodios psicóticos, pero abandonó el alcohol tras convertirse a la fe Católica, adoptando también Dors la misma religión. En 1974 Dors fue hospitalizada por sufrir una meningitis. En 1975, unos meses tras su enfermedad y con 43 años, Dors quedó embarazada de su segundo hijo, siendo aconsejada por sus médicos para que abortara, algo a lo que se negó, en parte debido a su nueva religión, y en parte a la experiencia de dos abortos previos. Sin embargo, el embarazo no llegó a término, y Lake volvió a la bebida. La otrora prometedora carrera de Lake se redujo, durante el resto de la década, a pequeños papeles en comedias de bajo presupuesto y dramas televisivos, aunque tuvo un papel significativo como un cantante en la producción del grupo Slade Slade In Flame en 1974. En 1980 la pareja se separó temporalmente, aunque se reconciliaron cuando Lake prometió seguir tratamiento para su alcoholismo. En la década de 1980 el trabajo interpretativo de Lake fue escaso, y la salud de Dors empezó a deteriorarse - fue diagnosticada de cáncer en 1982 - falleciendo en mayo de 1984. Alan Lake cayó en una depresión y el 10 de octubre de 1984, tras acompañar a su hijo a la estación de ferrocarril, volvió a su domicilio en Sunningdale y se suicidó disparándose en la cabeza, cinco meses después del fallecimiento por cáncer de su mujer, y dieciséis años después de haberla conocido. Tenía 43 años de edad.
Entre sus papeles merece destacarse el de Herrick en el capítulo de la serie Doctor Who Underworld y los que desempeñó en The Avengers, Blake's 7, Juliet Bravo, y Hart y Hart.
Es menos conocido el hecho de que también grabara un sencillo de música pop, "Good Times"/"Got To Have Tenderness", puesto a la venta en 1969 por Ember Records (EMBS 278).

## Filmografía
- The Midnight Men (1964) ... Policía
- Catch Hand - Fifteen-Bob-An-Hour-Men (1964) Episodio de TV ... Charlie
- No Hiding Place - Real Class (1964) Episodio de TV ... Tercer jugador
- Wear a Very Big Hat (1965) (TV) ... Harry Atkins
- Cluff (1965) Episodio de TV ... Tod Meller
- Catch Us If You Can (1965) ...Cameraman
- Stand Up, Nigel Barton (1965) (TV)
- Sky West and Crooked (1966) ... Camlo
- Redcap - The Moneylenders (1966) Episodio de TV ... Soldado Farrington
- The Saint - Locate and Destroy (1966) Episodio de TV ... Jacob
- 13 Against Fate "The Traveller" (1966) BBC TV Drama ... Robert Eloi
- The Avengers - The House That Jack Built (1966) Episodio de TV (sin créditos) ... Carcelero
- Thirty Minute Theatre - The Wake (1967) Episodio de TV
- Charlie Bubbles (1967) ... Aviador
- Dial Rudolph Valentino One One (1967) (TV) ... Estafador
- Z-Cars - She's Not Yours, She's Mine: Part 2 (1967) Episodio de TV ... Speedy
- Public Eye - It Must Be The Architecture - Can't Be The Climate (1968) Episodio de TV ... Murchinson
- Thief (1968) (TV)
- The Avengers - The Forget-Me-Knot (1968) Episodio de TV ... Karl
- A Bit of Crucifixion, Father (1968) (TV) ... Gilbert
- Dixon of Dock Green - A Quiet Sunday (1968) Episodio de TV ...Kimber
- Dixon of Dock Green - No Love Lost (1969) Episodio de TV ... Keith Proctor
- The Contenders (1969) (mini) Serie de TV ... Tom Stocker
- Department S - Dead Men Die Twice (1969) Episodio de TV ... The Dandy
- Freelance (1971) ... Dean
- Dixon of Dock Green - The Informant (1972) Episodio de TV ... Dennis Brown
- Layout for 5 Models (1972) ... Andy
- Hide and Seek (1972)
- Every Afternoon (1972) ... Guardaespaldas
- The Protectors - See No Evil (1972) ... Episodio de TV ... Matón
- The Adventurer - Icons Are Forever (1973) Episodio de TV ... Carlo
- Z Cars - Hi-Jack (1973) Episodio de TV ... Brian Peake
- Dixon of Dock Green - Knocker (1974) Episodio de TV ... Jimmy Goddard
- Percy's Progress (1974) ... Derry Hogan
- The Amorous Milkman (1974) ... Sandy
- The Swordsman (1974) ... Christiane Duval
- Softly, Softly - See What You've Done (1974) Episodio de TV ... Richard Spencer
- Slade In Flame (1975) ... Jack Daniels
- The Sweeney - The Ringer (1975) Episodio de TV ... Merrick
- Crown Court - Two in the Mind of One (1975) Episodio de TV
- Z-Cars - Tonight and Every Night (1975) Episodio de TV ... Danny
- The Office Party (1976) ... Mr Barnes
- Dixon of Dock Green - Domino (1976) Episodio de TV ... Ron Mason
- Angels - Celebration (1976) Episodio de TV ... Tony
- Target - Lady Luck (1977) Episodio de TV ... Swain
- Z-Cars - Error of Judgement (1977) Episodio de TV ... Stan
- The Playbirds (1978) ... Harry Dougan
- Doctor Who - Underworld (1978) Episodio de TV ... Herrick
- Destiny (1978) (TV) ... Monty Goodman
- Hazell - Hazell Settles the Accounts (1978) Episodio de TV ... Creasey
- Z-Cars - Driver (1978) Episodio de TV ... George Armstrong
- Confessions from the David Galaxy Affair (1979) ... David Galaxy
- Yesterday's Hero (1979) ... Georgie Moore
- The Black Stuff (1980) (TV) ... Dominic
- Blake's 7 - The Aftermath (1980) Episodio de TV ...Chel
- Rumpole of the Bailey (1980) (TV) ...Meacher
- Juliet Bravo - Trouble at T'Mill (1980) Episodio de TV ...Ted Galway
- The Olympian Way (1981) Serie de TV
- Dick Turpin - The Secret Folk (1982) Episodio de TV ... Zsika
- The Gentle Touch - Joker (1982) Episodio de TV ... Malcolm Webster
- Juliet Bravo - A Breach of the Peace (1982) (episodio de TV) ... Tom Tully
- Hart y Hart - Passing Chance (1983) Episodio de ... Nick
- Bergerac - Tug of War (1984) Episodio de TV ... Jack Broughton
- Juliet Bravo - Work Force (1984) Episodio de TV ... Grogan
- Don't Open 'Til Christmas (1984) ... Giles
- Paint Me a Murder ... también llamado Hammer House of Mystery and Suspense (1985) (TV) ... Davey